# 안도전

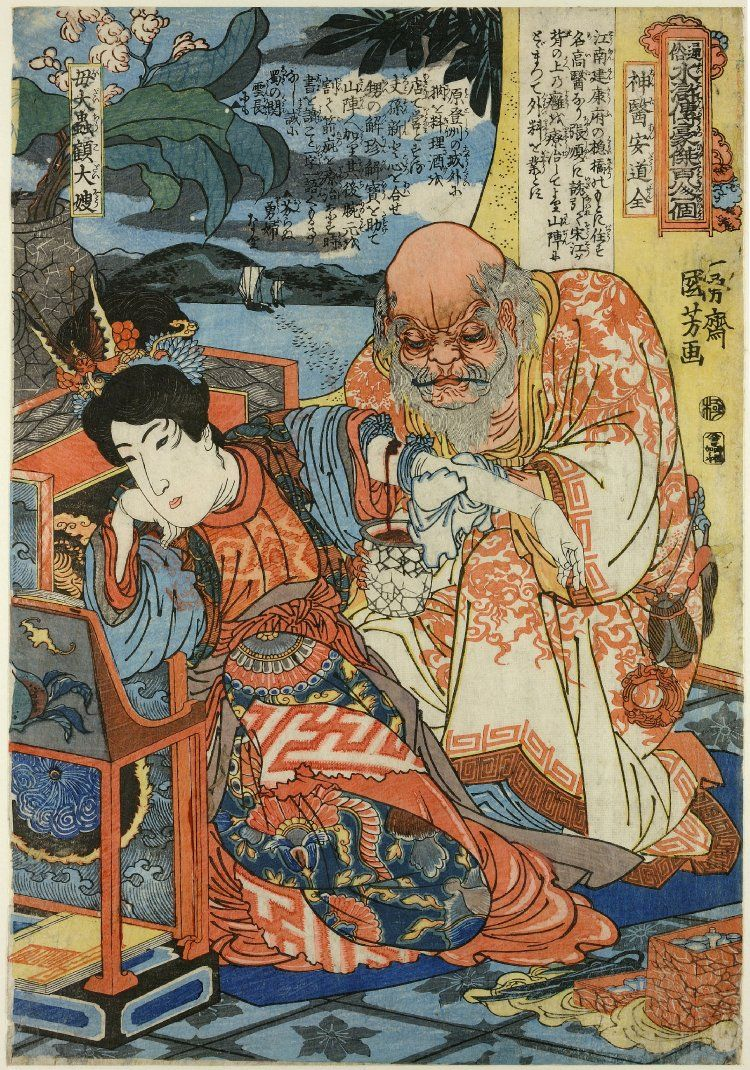

안도전(安道全)은 중국의 사대기서(四大奇書) 중 하나인 《수호전》(水滸傳)에 등장하는 인물로, 108성 중 56위이자 지살성(地煞星)의 지령성(地靈星)에 해당한다. 별호는 신의(神醫)로 어떤 중병·중증 환자도 치료하는 신의 팔을 가진 의사라는 뜻. 금릉 건강부 출신으로 전반적으로 색정에 그렇게 관심이 드문 양산박 인물들 중에서는 드물게 여자를 좋아하고 속된 성격의 소유자이며 양산박 108인 집결 이야기 중에는 상당히 막판에 등장하는 인물이면서도 그 천재적인 수완과 함께 강한 인상을 남기는 인물이다.

## 생애
북경 대명부를 공략 중인 양산박의 수령 송강은 선대 수령인 조개가 나타난 꿈에 대해 말하는데, 그것은 조만간 송강에게 병마가 덮쳐 강남의 '지령성'이 아니면 고칠 수 없다는 것이었다. 그 후 이는 사실이 되어 버려서 송강은 갑자기 피로와 발열을 호소하며 쓰러졌고 등에 커다란 종기가 생겨 의식불명의 중태가 된다. 군사 오용은 북경 대명부의 공격을 중단하고 송강의 치료를 우선시하려 했으나 손쓸 수 없었다. 그러던 중 장순은 과거 어느 의사도 고치지 못했던 어머니의 종기를 아주 쉽게 치료해 버린 명의 안도전의 존재를 떠올리며 그를 양산박으로 불러들일 것을 제안한다.
장순은 곧바로 건강부로 내려가 안도전에게 상황을 설명하지만 안도전은 좋아하던 기생인 이교노와 헤어지기 싫다며 거부한다. 하지만 이교노는 장순을 죽이려 했던 수적 '절강귀 장왕'의 정부였고, 이 사실을 알게 된 장순은 이교노 일가를 몰살한 뒤 범행 현장의 벽에 피로 '죽인 것은 안도전'이라고 적었다. 이렇게 범인 취급을 받은 안도전은 건강부에 있을 수 없게 된다. 장순의 억지 수법에 어이가 없어하면서도 마지못해 양산박행을 승낙한 안도전은 곧바로 양산박에 가서 송강을 진찰해 순식간에 치료에 성공했다.
이후에도 다시 돌아갈 수는 없어 양산박에 머물며 상병자들을 치료했다. 108명이 모였을 때에는 56위의 두령이 되었으며, 제반 물품 제작을 관장하는 두령 16명 중 내과·외과 질병 치료를 담당하는 의사로서 역할이 정해졌다. 양산박에는 송강을 비롯하여 억울한 죄나 부득이한 범행으로 유배되어 이마에 유배지를 문신받은 인물도 많았으나 안도전은 피부 성형으로 인해 그 문신이 눈에 띄지 않게 될 때까지 치료하였다.
양산박군이 조정으로 귀순한 후 요나라 정벌에서는 목을 맞은 장청을 치료, 전호 토벌에서는 임충의 화살상을 치료하였다. 더욱이 전호전에서는 장청의 상사병까지 돌본다. 장청의 상사병 상대는 적군의 여걸 경영이었다. 안도전은 그녀의 양아버지인 오리가 있는 양원성에 변장하고 들어가 이름을 전령이라 칭하고, 독화살에 맞아 위독한 상태에 있던 오리를 진료하여 신뢰를 얻는다. 그리고 함께 성에 들어가 동생 전우라 칭하던 장청과 경영의 결혼 허가를 얻는 데 성공한다. 그러나 사실 오리는 경영의 친부모를 죽인 적의 매형이었다. 안도전은 장청 등과 모의하여 오리를 독살하고 여러 장수를 투항시켜 성을 파악하는 등 활약을 보였다. 이어지는 왕경 정벌에도 종군하여 송강의 병을 진료하였다.
양산박군 마지막 원정인 방랍정벌에도 종군했으나 휘종 황제의 사소한 질병 진료를 명령받고 수도 개봉부로 소환된다. 이에 양산박군은 의사 부재로 방랍과의 전쟁에서 서녕을 비롯해 많은 전사·병사자를 배출하는 계기가 되고 만다. 안도전은 양산박군의 수도 귀환 후 조정에서 태의원 금자의관으로 임명되었다.